# Östra Dofsetjärnen
Östra Dofsetjärnen är en sjö i Malung-Sälens kommun i Dalarna och ingår i Dalälvens huvudavrinningsområde.